# Bajram Curri (település)
Bajram Curri (1952-ig Kolgecaj) kisváros, egyúttal községközpont Albánia északkeleti részén, Kukës városától légvonalban 42, közúton 95 kilométerre északnyugatra, a Valbona folyó jobb partján. Kukës megyén belül Tropoja község székhelye, Bajram Curri alközség központja, egyúttal egyetlen települése is. A 2011-es népszámlálás alapján az alközség, azaz Bajram Curri város népessége 5340 fő. Fiatal város, az egykori Kolgecajt a kommunizmus évtizedeiben fejlesztették Tropoja közigazgatási központjává, amely 1952-ben vette fel a közeli Dragobiánál 1925-ben elesett nemzeti hős, Bajram Curri nevét. A kevés látnivalót nyújtó városka a Valbona-völgy Nemzeti Park bejáratánál fekszik, az Albán-Alpokban túrázni és pihenni vágyók egyik kiindulópontja.

## Fekvése
Bajram Curri az Albán-Alpok délkeleti vidékén, a Valbona völgyében, a folyó jobb oldalán fekszik. Közlekedési szempontból napjainkig is nehezen elérhető település, az ország belseje felől gyakorlatilag csak a Komani-tavon közlekedő komppal, majd Fierzától az SH22-es jelű főúton közelíthető meg. A légvonalban mindössze 55 kilométerre lévő Shkodrából így is hét-nyolc órát igénybe vehet az utazás. A történelmi kapcsolatok örökségeként lényegesen jobb a város közúti összeköttetése Koszovóval, Gjakovával például rendszeres buszjárat köti össze. A vidék Albánia felőli elzártságára jellemző, hogy a Bajram Curri–Tirana-minibuszjáratok is Koszovó felé közlekednek.

## Története
Kolgecaj a második világháború lezárultáig a krasniqi törzsbeliek egyik fontos, hagyományosan mohamedán települése volt az északabbra élő gashik szállásterületével határos vidéken. Az évszázadok során mindvégig meglehetősen elzárt, nehezen megközelíthető területnek számított, amelynek döntően állattartó lakossága a keletre elterülő koszovói piacvidék városaival, Gjakovával és Prizrennel tartott fenn kapcsolatot. Az 1912-ben függetlenné vált Albánia 1913-ban megrajzolt határai (londoni egyezmény) véget vetettek ennek a szerves kapcsolatnak, és ahogy Tropoja egész vidéke, úgy Kolgecaj elszigeteltsége is megnövekedett.
A szomszédos faluból, Koçanajból származott az albán függetlenség koszovói élharcosa, Bajram Curri családja. Curri 1924-ben az Ahmet Zogu kormányát elkergető júniusi forradalom támogatója volt, majd a forradalommal hatalomra került Noli-kormány leverését követően itt, ősei lakhelyén, egy Dragobia melletti barlangban bujdosott. Zogu csapatai azonban felderítették búvóhelyét, és az 1925. március 29-én kialakult tűzharcban Curri két fiával együtt életét vesztette. Miután a kommunizmus éveiben adminisztratív központtá fejlesztették Kolgecajt, 1952-ben a város felvette  Bajram Curri nevét.
Az 1991-es rendszerváltás után, különösen az 1990-es évek második felében rossz híre volt a városnak és tágabb környezetének. Az albániai piramisjáték-válság nyomán 1997-ben kitört országos zavargások és Sali Berisha kormányának bukása után, 1997 nyarán Fatmir Haklaj lett Tropoja kerület rendőrfőkapitánya. Haklaj addig a főként csempészéssel foglalkozó helyi bűnszövetkezet irányítójaként volt ismert, rendőrkapitányi irányítása alatt Tropoja kerületet anarchikus viszonyok jellemezték, ahova a kormányzat ellenőrzése sem terjedt ki, és külföldieknek, de albánoknak sem volt ajánlatos a belépés. Ő maga a gyilkosságtól sem riadt vissza: 1998 elején a vérbosszúban megölt fivéréért revansot véve meggyilkolt egy helyi határőrparancsnokot. Bár felajánlotta lemondását, csakhamar ismét ő volt a tropojai rendőrkapitány. 1998 szeptemberében harmadmagával Tiranában meggyilkolta Azem Hajdarit, a város szülöttét, a demokratikus átmenet egyik emblematikus alakját, az albán nemzetgyűlés demokrata párti  képviselőjét. Ő maga is gyilkosság áldozata lett 1999 novemberében. A nevével fémjelzett években más természetű nehézségek is súlyosbították Bajram Curri városának hétköznapjait. 1998 májusában a jugoszláv hadsereg és a szerb rendőrség megindította támadását a nyugat-koszovói albán települések ellen. 45 ezer ember hagyta el az otthonát, hogy albán és macedón területre meneküljön. Albániában Bajram Curri szenvedte el a legnagyobb nyomást, a városka megtelt koszovói menekültekkel és a Koszovói Felszabadítási Hadsereg irreguláris harcosaival. A 2000-es évek elején a kormányzat helyreállította a jogrendet, a helyzet konszolidálódott és azóta az ország északkeleti vidéke is biztonsági kockázatok nélkül látogatható.

## Nevezetességei

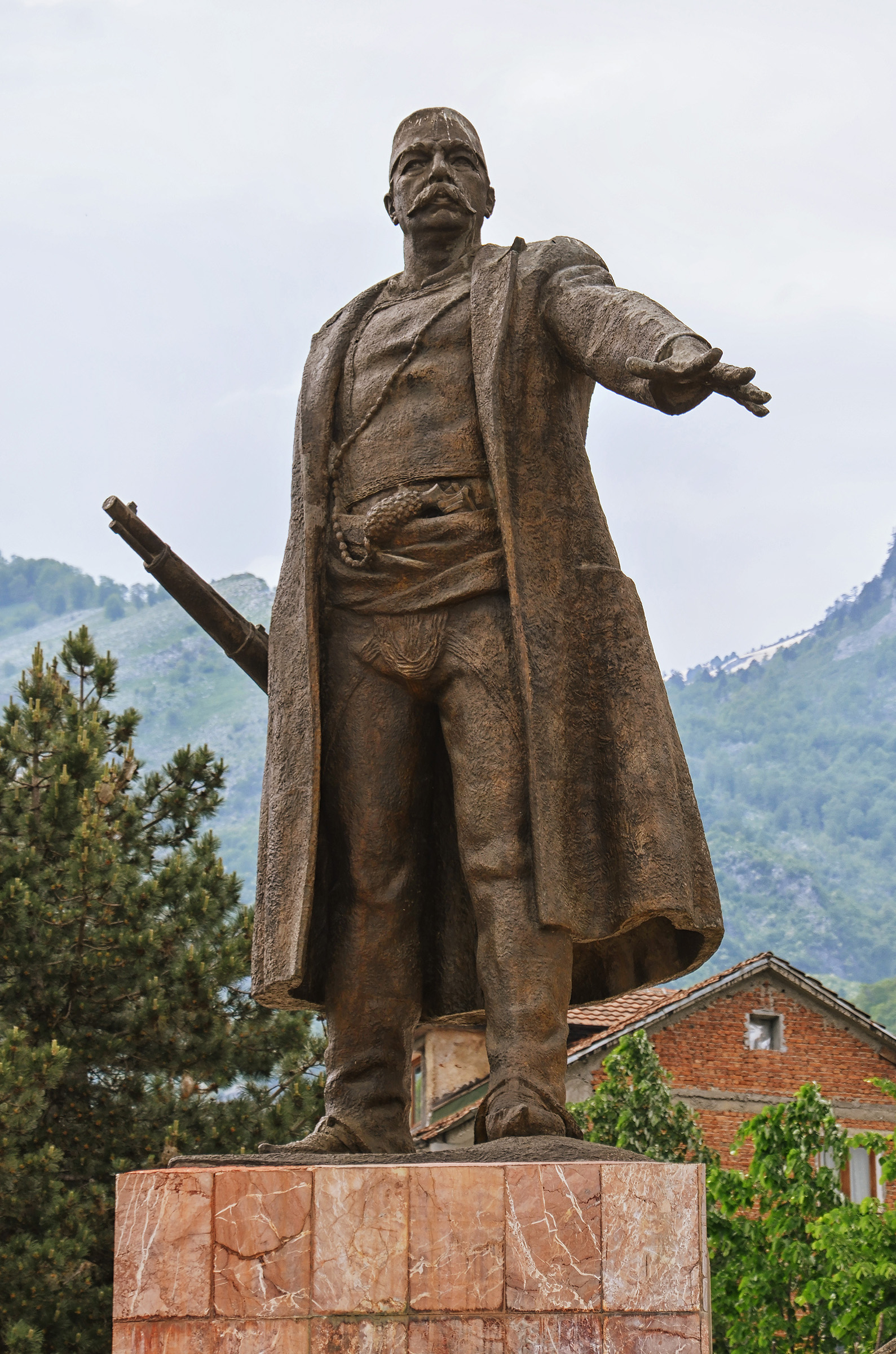
Bajram Curri szobra a városközpontban

Az 1950-es években kiépített kisváros kevés látnivalóval rendelkezik. A városnak nevet adó Bajram Curri szocialista realista szobra, Fuat Dushku 3,15 méter magas alkotása a város főterén található. A szobor mögött található épület egykor Bajram Curri-emlékkiállításnak adott otthont, az albániai piramisjáték-válság nyomán kitört 1997-es felkelések során azonban kifosztották. A város nyugati peremén található az itt született, 1998-ban merénylet áldozatává lett politikus, Azem Hajdari műemléki védelmet élvező lakóháza.
Bajram Curri elsősorban a festői szépségű Valbona-völgy kapujaként ismert. A hegyvidékre tartók a városban szerezhetik be mindazt, amire szükségük lehet, mert Bajram Currit elhagyva, Margegaj és a nemzeti park területén üzletek, benzinkutak és bankautomaták nincsenek.

### Nevezetes Bajram Curri-iak
- Itt élt Asim Vokshi(wd) (1909–1937) a spanyol polgárháborúban is harcolt katonatiszt, akinek mellszobor állít emléket.[18]
- Itt született Besnik Mustafaj(wd) (1958) diplomata, író és költő, 2005 és 2007 között Albánia külügyminisztere.[19]
- Itt született Azem Hajdari (1963–1998) politikus, az albán rendszerváltás diákmozgalmainak jeles alakja, 1991 és 1998 között a demokrata párt parlamenti képviselője.[20]